# Жальгирское староство
Жа́льгирское староство (лит. Žalgirio seniūnija) — одно из 8 староств Кретингского района, Клайпедского уезда Литвы. Административный центр — деревня Рагувишкяй.

## География
Расположено на западе Литвы, в южной части Кретингского района, в Приморской низменности недалеко от побережья Балтийского моря. 
Граничит с Кретингским городским староством на западе, Кретингским — на севере, Картянским — на севере и востоке, Куляйским староством Плунгеского района — на востоке, и Крятингальским, Даупару-Кветиняйским и Вежайчяйским староствами Клайпедского района — на юге.

## Население
Жальгирское староство включает в себя 31 деревню и один хутор.